# Werner Hass
Werner Hass (auch Bob Gerry, Pat Hardy; geb. 25. Dezember 1927 in Danzig; gest. 28. Februar 2017 in Berlin) war ein deutscher Sänger.

## Leben

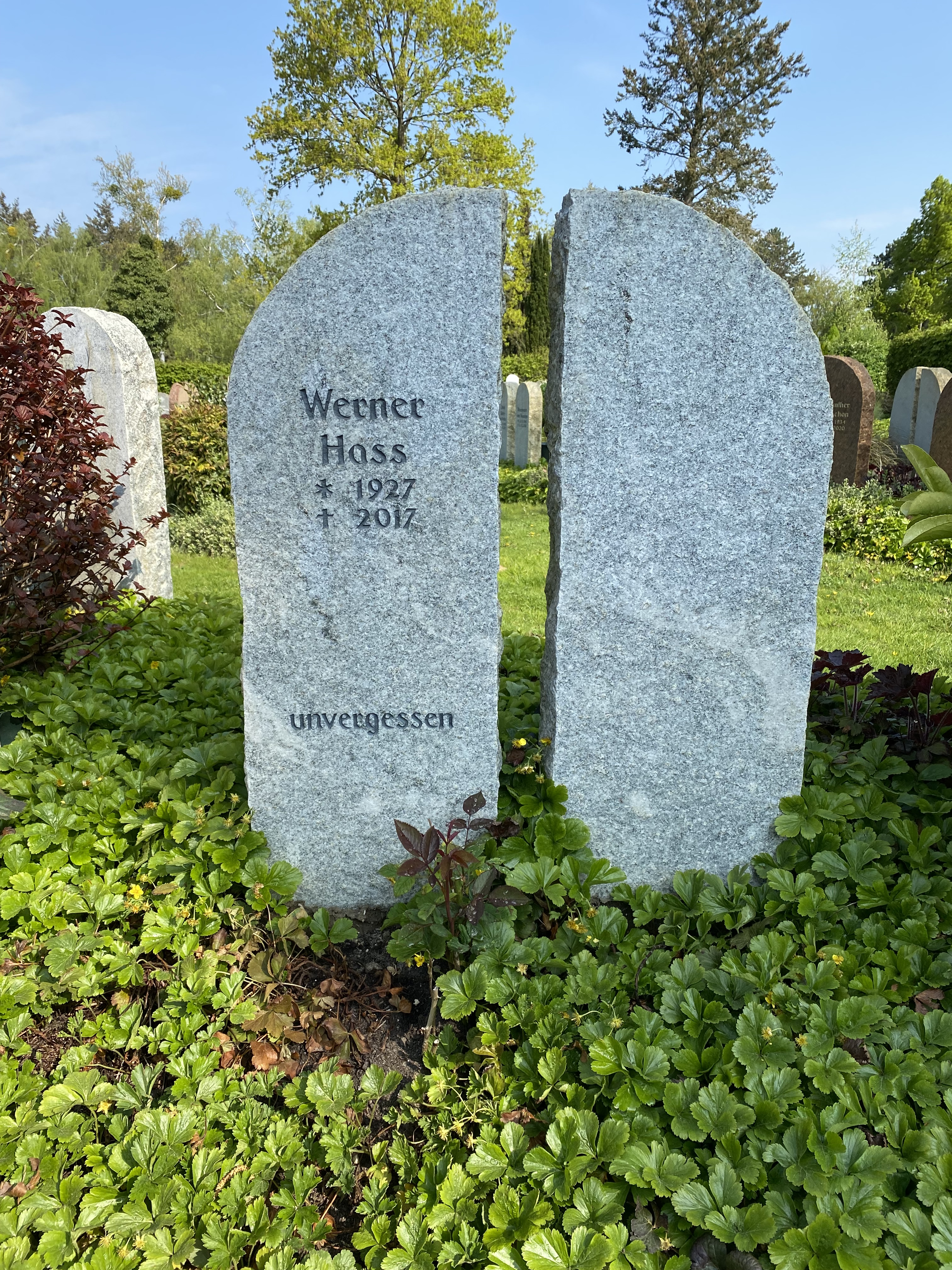
Grabstätte

Zu Ende des Zweiten Weltkriegs floh die Familie nach Dänemark, wo Werner Hass und seine Schwester Ilse ersten Gesangsunterricht bekamen. Die Familie ging 1947 nach Berlin. Werner Hass trat mit seiner Schwester Ilse auf. Zusammen mit Sonja Siewert und Herbert Klein bildeten sie das Quartett Die singenden Vier. Werner Hass wurde von Kurt Henkels als Sänger für sein Orchester engagiert. Ab 1953 veröffentlichte er Lieder als Sänger des Kurt Henkels Orchester in der DDR. Die Musikrichtungen waren überwiegend Bigbandsound, Swing und Schlager. Ab dem Jahr 1958 durfte Werner Hass in der DDR nicht mehr auftreten, auch seine Lieder durften nicht mehr im Radio gespielt werden. Ihm wurde vorgeworfen, Rock ’n’ Roll gesungen zu haben. Diese Musikrichtung war zu Zeiten des Kalten Krieges in der DDR verpönt. Da Werner Hass in West-Berlin wohnte, begann er nun, in Westdeutschland als Sänger zu arbeiten, um seinen Lebensunterhalt verdienen zu können. Dort bot er unter den Künstlernamen Bob Gerry und Pat Hardy auch Coverversionen dar und war bei Telefunken unter Vertrag. Er moderierte die ersten Sendungen des am 7. März 1965 erstmals ausgestrahlten Das Klingende Sonntagsrätsel. 1973 übernahm er die Künstlerbetreuung im Berliner Senat und trat seitdem nicht mehr auf der Bühne auf.
Werner Hass verstarb im Alter von 89 Jahren und wurde auf dem Friedhof Zehlendorf beigesetzt. Die Grabstätte liegt in Feld 014.

## Singles
- Heut’ spielt der Willi  (Amiga)
- Pinguin-Mambo (Amiga)[2]
- 1956 Simsalabim, deutschsprachige Coverversion von Shake, Rattle and Roll (Amiga)[3]
- 1959 Oh-Eh-Oh-Ah-Ah, deutschsprachige Coverversion von Witch Doctor von David Seville And His Orchestra (London Records – 45-HLU 8619)
- 1959 Plitsch Platsch, deutschsprachige Coverversion von Splish splash von Bobby Darin (Telefunken U 55 112)